# The Ultra Zone
| 전문가 평가 | 전문가 평가 |
| 평가 점수   | 평가 점수   |
| 출처        | 점수        |
| ----------- | ----------- |
| Allmusic    | [ 1 ]       |

《The Ultra Zone》은 1999년 9월 7일에 발매한 미국의 기타리스트 스티브 바이의 여섯 번째 스튜디오 음반이다.
《The Ultra Zone》은 전반부는 주로 악기 연주, 후반부는 주로 보컬 곡으로 구성되어 있다는 점에서 바이의 이전 음반인 《Fire Garden》과 구조적으로 유사하지만, 《Fire Garden》과 달리 《The Ultra Zone》은 공식적으로 두 개의 "단계"로 나뉘지 않는다.

## 배경
《The Ultra Zone》은 두 명의 전설적인 기타리스트에게 헌정하는 것으로 유명하다. 바로 프랭크 자파 (트랙 〈Frank〉)와 스티비 레이 본 (트랙 〈Jibboom〉)이다.
또한 주목할 만한 것은 이 음반이 2005년의 《Real Illusions: Reflections》까지 바이의 마지막 오리지널 음반이었다는 사실이다. 그 사이에, 그는 라이브 음반뿐만 아니라 여러 번 편집한 자신의 자료를 발표했다.
이 음반에는 일본 밴드 B'z의 이나바 코시와 마츠모토 타카히로가 〈Asian Sky〉에 참여했다.

## 곡 목록
모든 곡들은 스티브 바이에 의해 작사/작곡하였다.
| #   | 제목                           | 재생 시간 |
| --- | ------------------------------ | --------- |
| 1.  | 〈The Blood & Tears〉          | 4:26      |
| 2.  | 〈The Ultra Zone〉 (기악)      | 4:52      |
| 3.  | 〈Oooo〉 (기악)                | 5:12      |
| 4.  | 〈Frank〉 (기악)               | 5:09      |
| 5.  | 〈Jibboom〉 (기악)             | 3:46      |
| 6.  | 〈Voodoo Acid〉                | 6:25      |
| 7.  | 〈Windows to the Soul〉 (기악) | 6:25      |
| 8.  | 〈The Silent Within〉          | 5:00      |
| 9.  | 〈I'll Be Around〉             | 4:57      |
| 10. | 〈Lucky Charms〉 (기악)        | 6:44      |
| 11. | 〈Fever Dream〉 (기악)         | 6:03      |
| 12. | 〈Here I Am〉                  | 4:12      |
| 13. | 〈Asian Sky〉                  | 5:34      |

| #   | 제목              | 재생 시간 |
| --- | ----------------- | --------- |
| 14. | 〈Selfless Love〉 | 3:27      |